# Acrotrichis grandicollis
Acrotrichis grandicollis é uma espécie de insetos coleópteros polífagos pertencente à família Ptiliidae.
A autoridade científica da espécie é Mannerheim, tendo sido descrita no ano de 1844.
Trata-se de uma espécie presente no território português.